# Coleocephalocereus
Coleocephalocereus Backeb. – rodzaj sukulentów z rodziny kaktusowatych (Cactaceae). Gatunkiem typowym jest C. fluminensis (Miquel) Backeberg.

## Systematyka
SynonimyBuiningia Buxb.
Pozycja systematyczna według APweb (aktualizowany system APG III z 2009)
Należy do rodziny kaktusowatych (Cactaceae) Juss., która jest jednym z kladów w obrębie rzędu goździkowców (Caryophyllales)  i klasy roślin okrytonasiennych. W obrębie kaktusowatych należy do plemienia Cereae, podrodziny Cactoideae.
Pozycja w systemie Reveala (1993-1999)
Gromada okrytonasienne (Magnoliophyta Cronquist), podgromada Magnoliophytina Frohne & U. Jensen ex Reveal, klasa Rosopsida Batsch, podklasa goździkowe (Caryophyllidae Takht.), nadrząd  Caryophyllanae Takht.,  rząd goździkowce (Caryophyllales Perleb), podrząd Cactineae Bessey in C.K. Adams, rodzina kaktusowate (Cactaceae Juss.), rodzaj Coleocephalocereus Backeb.
Gatunki
- Coleocephalocereus aureus F.Ritter
- Coleocephalocereus braunii Diers & Esteves
- Coleocephalocereus buxbaumianus Buining
- Coleocephalocereus diersianus P.J.Braun & Esteves
- Coleocephalocereus estevesii Diers
- Coleocephalocereus fluminensis (Miq.) Backeb.
- Coleocephalocereus goebelianus (Vaupel) Buining
- Coleocephalocereus pluricostatus Buining & Brederoo
- Coleocephalocereus purpureus (Buining & Brederoo) F.Ritter

## Zagrożenia
Jeden z gatunków z tego rodzaju Coleocephalocereus purpureus został uznany za krytycznie zagrożony wyginięciem i wpisany do Czerwonej księgi gatunków zagrożonych: Cipocereus bradei (kategoria zagrożenia EN), Cipocereus crassisepalus (kategoria zagrożenia VU), Cipocereus laniflorus (kategoria zagrożenia EN), oraz krytycznie zagrożony Cipocereus pusilliflorus (kategoria zagrożenia CR)